# Maleck
Maleck ist ein Ortsteil von Emmendingen im Südwesten Baden-Württembergs, etwa 18 Kilometer nördlich von Freiburg im Breisgau gelegen.

## Geografie
Das Dorf liegt in den Vorbergen des Südschwarzwalds etwa 4,5 Kilometer von der Kreisstadt Emmendingen entfernt, die wiederum am östlichen Rande der Rheinebene etwas nördlich von Freiburg liegt.
Maleck liegt 300 Meter über dem Meeresspiegel, hat eine Gesamtfläche von etwa 235 Hektar und 439 Einwohner (31. März 2006).
Im Rahmen einer Gemeindereform schloss sich das bis dahin selbständige Maleck am 1. August 1971 der Stadt Emmendingen an. Zu Maleck gehören die Ortsteile Am Laberberg, Auf dem Buck, Brandel, Hintere Zaismatt und Vordere Zaismatt.

## Geschichte
Das Dorf entstand wahrscheinlich im 10. bis 12. Jahrhundert als Rodungssiedlung und wurde um 1330 als „Malnegge“ im Tennenbacher Güterbuch des nahegelegenen Klosters Tennenbach erstmals erwähnt. Das „Eck des Maleno“ könnte der Ursprung des heutigen Ortsnamens sein, möglich wäre aber auch eine Zusammensetzung des mittelhochdeutschen „mal“ (Zeichen, Grenzpunkt, Gerichtsplatz) mit dem Gewannnamen „Auf der Eck“. Der Ortsteil Zeismatte wurde als „Zaizmannesmate“ sogar schon 1094 urkundlich erwähnt. Maleck hatte im Laufe der Jahrhunderte viele Herren, es gab zähringische, nimburgische, hachbergische und üsenbergische Besitz- und Herrschaftsrechte. Wesentlich geprägt wurde Malecks Geschichte durch die Hachberger Linie der Markgrafen von Baden.
Am 1. August 1971 wurde Maleck in die Kreisstadt Emmendingen eingegliedert.
Geologisch interessant ist der „Malecker Vulkanschlot“, ein vor 50 Millionen Jahren aktiver Vulkan am Malecker Buck am südwestlichen Ortsrand.
Touristisch interessant ist die nahegelegene Burgruine Hochburg, nach dem Heidelberger Schloss die zweitgrößte Burganlage in Baden.

## Verkehr
Ab Mai 2026 soll Maleck am Fahrradverleihsystem Frelo teilnehmen. Weitere Stationen sollen in Emmendingen, Mundingen, Windenreute, Kollmarsreute und Sexau entstehen.

## Verwaltung
Nach der Gemeindereform gab und gibt es in Maleck folgende Ortsvorsteher:

Hermann Ketterer

Willi Gutjahr

Hermann Streif

2004 bis Heute: Felix Schöchlin